# Kunta Kinte
Kunta Kinte, född 1750 i Juffure i Gambia, död cirka 1822 i Spotsylvania County i Virginia. Kunta Kinte är en av huvudpersonerna i boken Rötter, som 1977 även blev TV-serie, och förfader till författaren Alex Haley. Han blir fångad av slavhandlare 1767 och skeppades till USA för att arbeta som slav på en plantage. Boken Rötter har fått sin titel efter att Haley följt sitt släktträd sex generationer bakåt i tiden och till slut nått Kunta Kinte. 

## Släktträdet
- Kunta Kinte / Toby Waller (hans amerikanska slavnamn som han själv aldrig använde)
- Kizzy Waller/Lea, dotter till Kunta Kinte och Bell Waller, senare såld till Tom Lea
- Chicken George Lea, son till Kizzy och slavägaren Tom Lea
- Tom Lea/Murray, son till Chicken George Lea och Matilda MacGregor
- Cynthia Murray, dotter till Tom och Irene Holt/Murray
- Bertha Palmer, dotter till Cynthia och Will Palmer
- Alex Haley, son till Bertha och Simon Alexander Haley

Vissa har två efternamn beroende på att de tillhört flera olika slavägare.